# Francesco Cairo

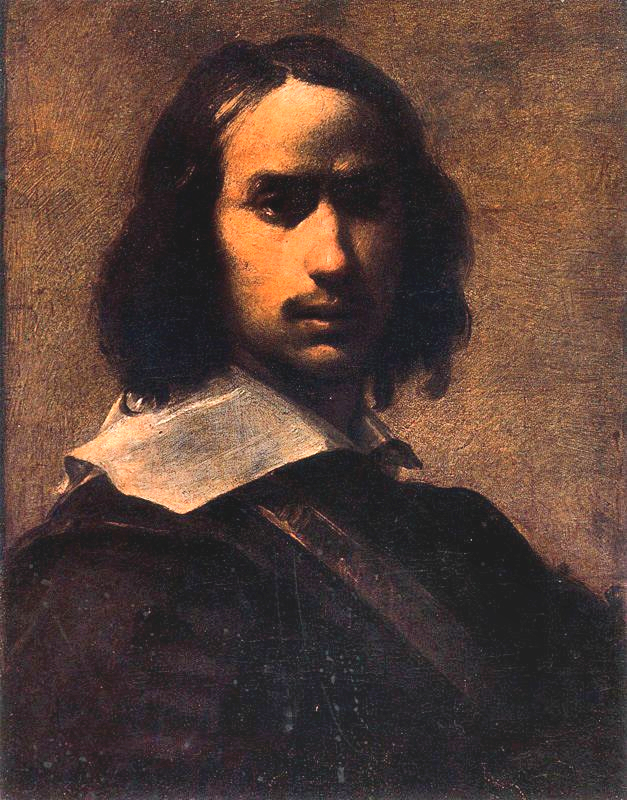
Selbstbildnis von Francesco del Cairo, 1630, Uffizien, Florenz

Francesco Cairo (26. September 1607 in Santo Stefano in Brivio – 27. Juli 1665 in Mailand) war ein italienischer Maler, der zu den Protagonisten des lombardischen Barock gehört. Er wurde zum Ritter von San Maurizio erhoben und ist daher auch als Cavalier del Cairo oder Francesco del Cairo bekannt.

## Leben
Laut eigener Aussage des Künstlers bei seiner Ernennung zum Ritter (1638) kam er als Sohn des Pietro Martino Cairo am 26. September 1607 in Santo Stefano in Brivio (oder Brevio) „bei Mailand“ zur Welt. In der Überlieferung nach Orlandi und Guarienti jedoch wurde (und wird manchmal) sein Geburtsjahr als 1598 angegeben, und der Geburtsort als Varese oder ein Dorf bei Varese, wo er seine Jugend verbrachte. Später in Mailand war er vermutlich Schüler von Pier Francesco Morazzone, und eventuell auch von Cerano, Giulio Cesare Procaccini und/oder Tanzio da Varallo.
Um 1629 oder 1630 ging er nach Turin, möglicherweise wegen der in Mailand ausbrechenden Pestepidemie. Bereits 1633 war er als Maler am Hof des Vittorio Amedeo I. von Savoyen angestellt. Dieser beklagte sich allerdings Ende des Jahres 1635 darüber, dass Cairo eine damals als skandalös empfundene uneheliche Beziehung mit der Tochter eines Filippo Pelignino begonnen hatte. Aus dieser Verbindung ging auch eine Tochter hervor.
Später heiratete der Maler Ludovica Piossasco, eine Tochter des Grafen Marco Andrea di Scalenghe, was ihm gesellschaftlich einige Vorteile einbrachte. Außer für den Herzog arbeitete Cairo auch für Kardinal Maurizio und für den Fürsten Tommaso Francesco von Savoyen.

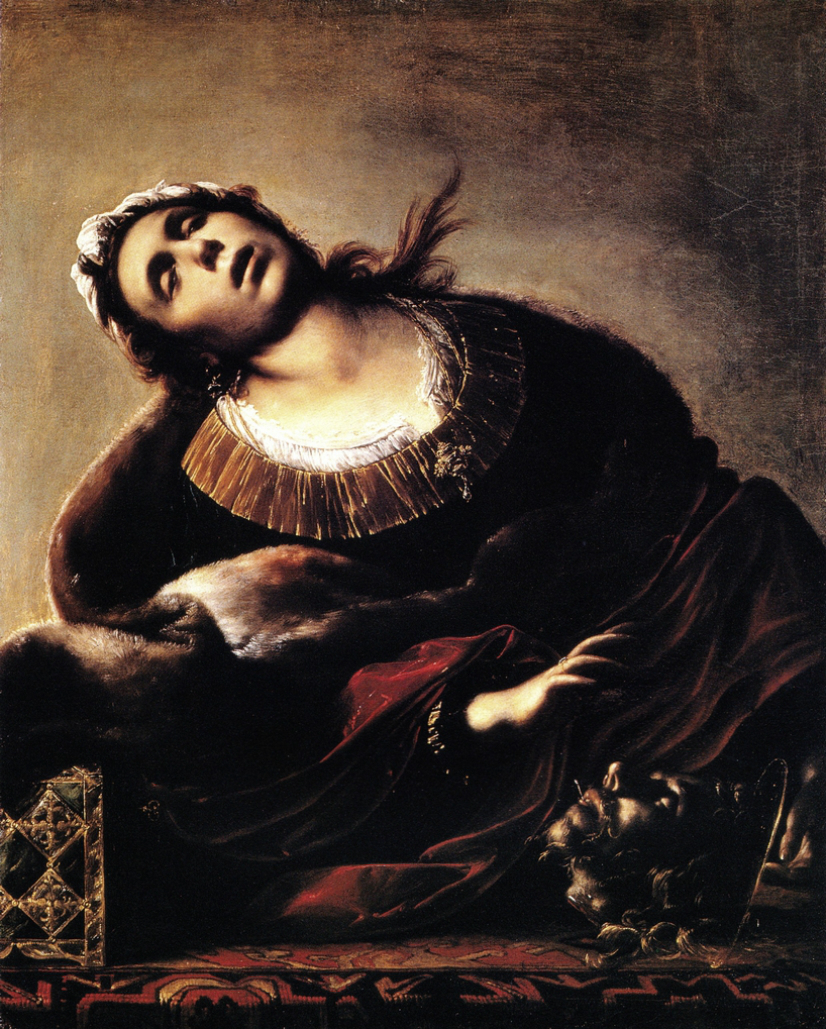
Salome („Erodiade“) mit dem Haupt Johannes d. Täufers, 1634–35, Museo Civico, Vicenza

Erste dokumentierte Werke von Cairo stammen aus der Zeit um 1635. Sein Frühwerk ist von Morazzone beeinflusst und folgt der zeitgenössischen Strömung des Tenebrismus. Cairo war ein „eleganter Zeichner und wirkungssicherer Kolorist, der ‚Weichheit, Anmut und Empfindung mit einer gewissen Entschlossenheit der Pinselführung zu verbinden suchte‘ (Woermann)“.
Zu seinen frühen Werken zählen der Traum des hl. Joseph in der Berliner Gemäldegalerie und das Bild Christus in Gethsemane der Galleria Sabauda in Turin (andere Versionen u. a. im Castello Sforzesco, Mailand).
Bekannt ist Cairo besonders für seine Gemälde von „schrecklichen“ pathetischen Themen, besonders von koloristisch subtil gemalten Darstellungen leidender Frauenfiguren wie Salome oder Herodias (?; ital. „Erodiade“) mit dem Haupt Johannes d. Täufers, Judith mit dem Haupt des Holofernes, das Martyrium der hl. Agnes, der Selbstmord der Cleopatra oder der Lucretia, die alle in mehreren Versionen existieren und mit denen er den Zeitgeschmack traf. In eine ähnliche Richtung gehen Bilder wie der Hl. Sebastian, David mit dem Haupt des Goliath oder die Enthauptung des Täufers.
Cairo wurde auch als Porträtmaler geschätzt; Beachtung verdienen besonders seine Selbstbildnisse in den Uffizien und in der Brera und das Porträt des Kunstschriftstellers und Malers Luigi Scaramuccia.
Nach dem Tode Vittorio Amedeos (1637) unternahm Cairo eine Reise nach Rom, wo er etwa zwei Jahre blieb und mit den modernen Kunstströmungen in Kontakt kam, besonders mit den Caravaggisten und Guercino, aber auch mit dem Klassizismus der Carracci und ihrer Nachfolger. Danach folgte eine Phase, in der er zwischen Turin, Mailand und Varese hin und her pendelte. Um 1644 war er wieder in Mailand.

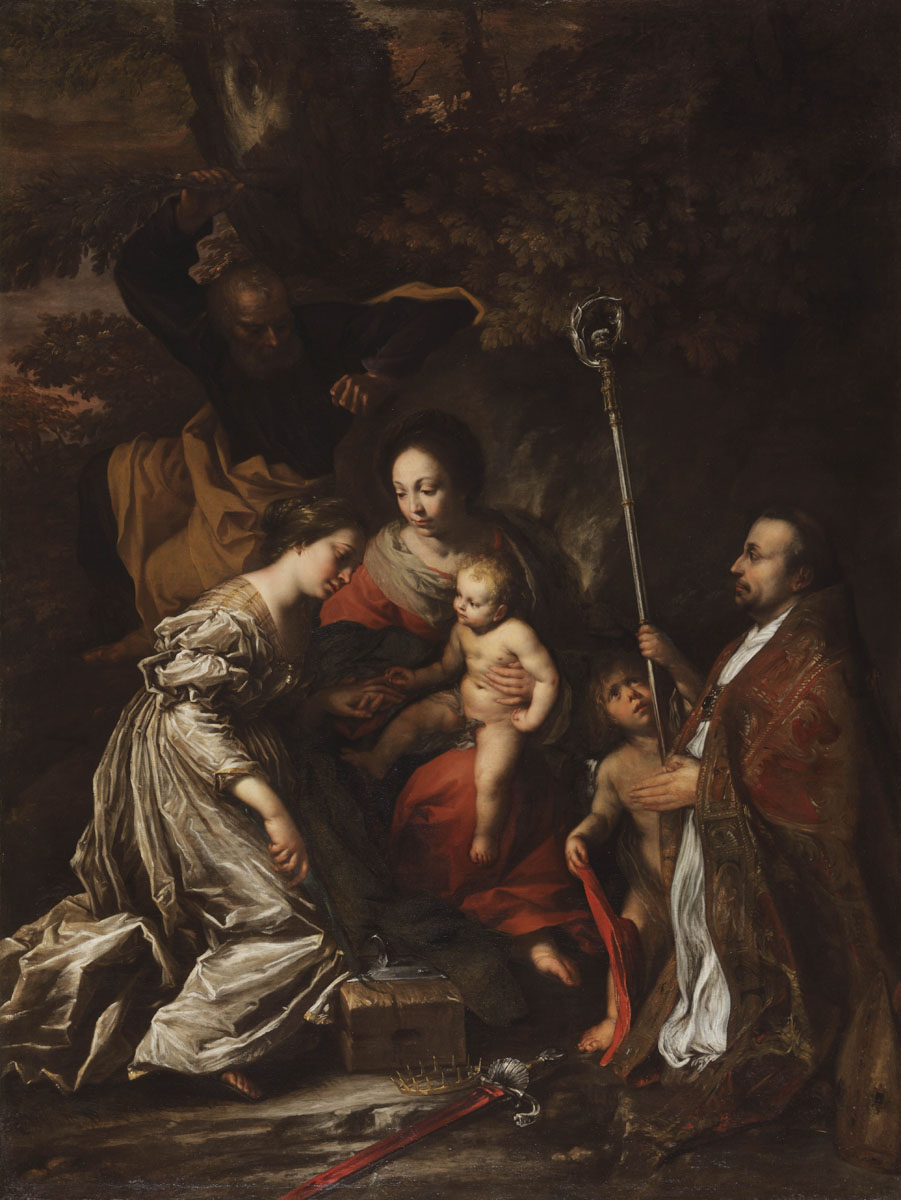
Mystische Hochzeit der hl. Katherina, um 1650, Musée des Augustins, Toulouse

Etwa um und nach 1645 veränderte sich sein Stil in eine freundlichere Richtung, wohl unter dem Einfluss der venezianischen Malerei des Cinquecento, und auch von Correggio, Bernardo Strozzi und Giulio Cesare Procaccini.
Am 16. September 1646 erhielt er von Cristina di Savoia ein Lehensgut in Peglia, über das es jedoch später diverse Streitereien gab. Ein Jahr später bestellte die Fürstin bei ihm das Votivbild die Madonna erscheint vor Petrina Tesio für das Santuario dell’Apparizione in Savigliano, das ein gutes Beispiel für seinen neuen heiteren Stil ist.
1648 ließ er sich endgültig in Mailand nieder.
Francesco del Cairo malte zahlreiche Altarbilder für Kirchen in Mailand, Turin, Varese, und selbst für Santa Maria degli Scalzi in Venedig.
Zu den bedeutenden Werken seiner Spätzeit gehören das 1660 entstandene Martyrium des hl. Stefan in der Kirche Santo Stefano in Casale Monferrato und die Madonna mit Kind und zwei Heiligen in der Certosa di Pavia aus der gleichen Zeit.
Sein vielleicht letztes Werk ist die Predigt des hl. Franz Xaver vor den Indern in der Kirche San Bartolomeo in Modena.
Francesco del Cairo starb in Mailand am 27. Juli 1665. Er hinterließ neun Kinder, von denen keines als Maler bekannt ist.

## Bildergalerie

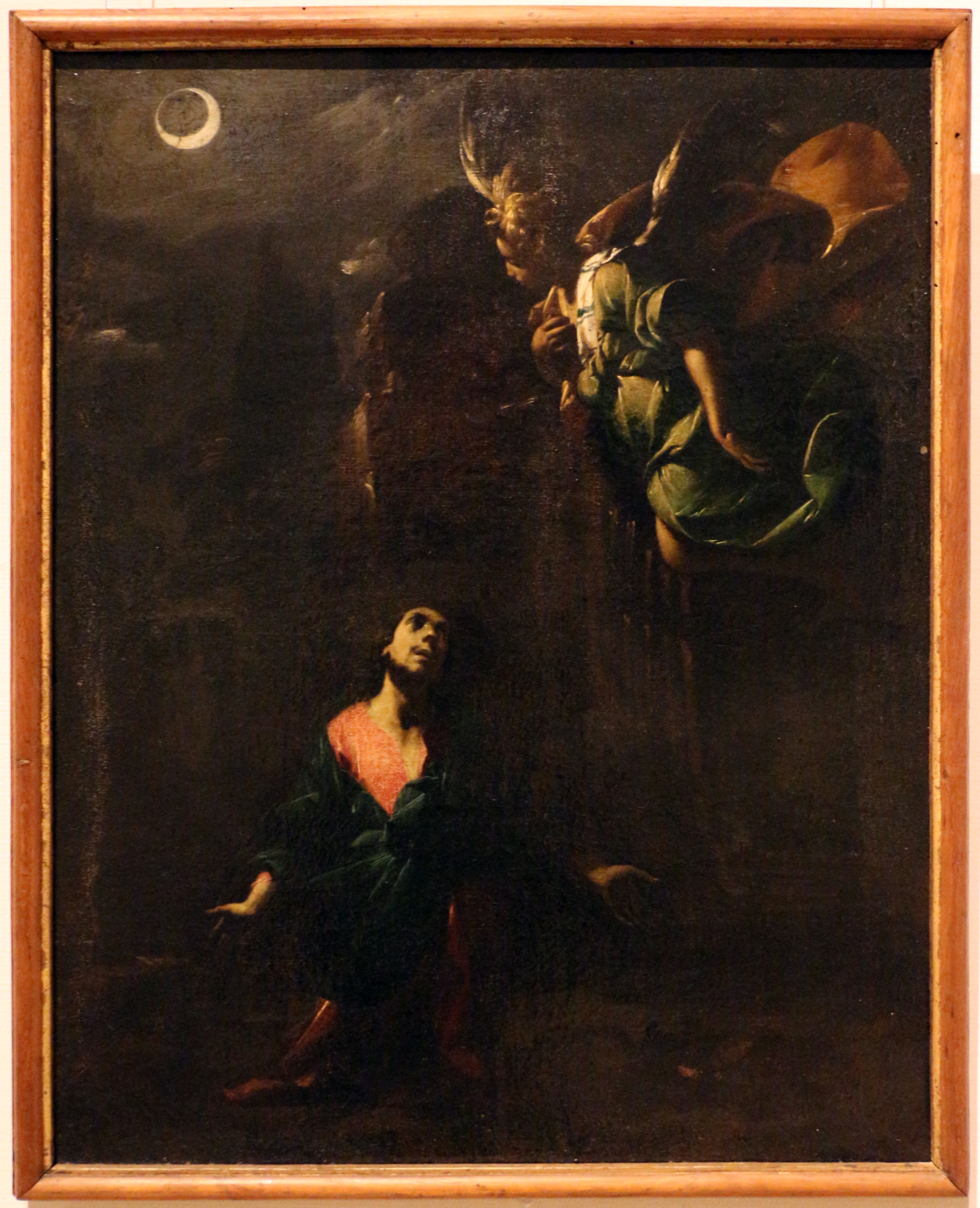
Christus in Gethsemane, 1633–35, Pinacoteca del Castello Sforzesco, Mailand
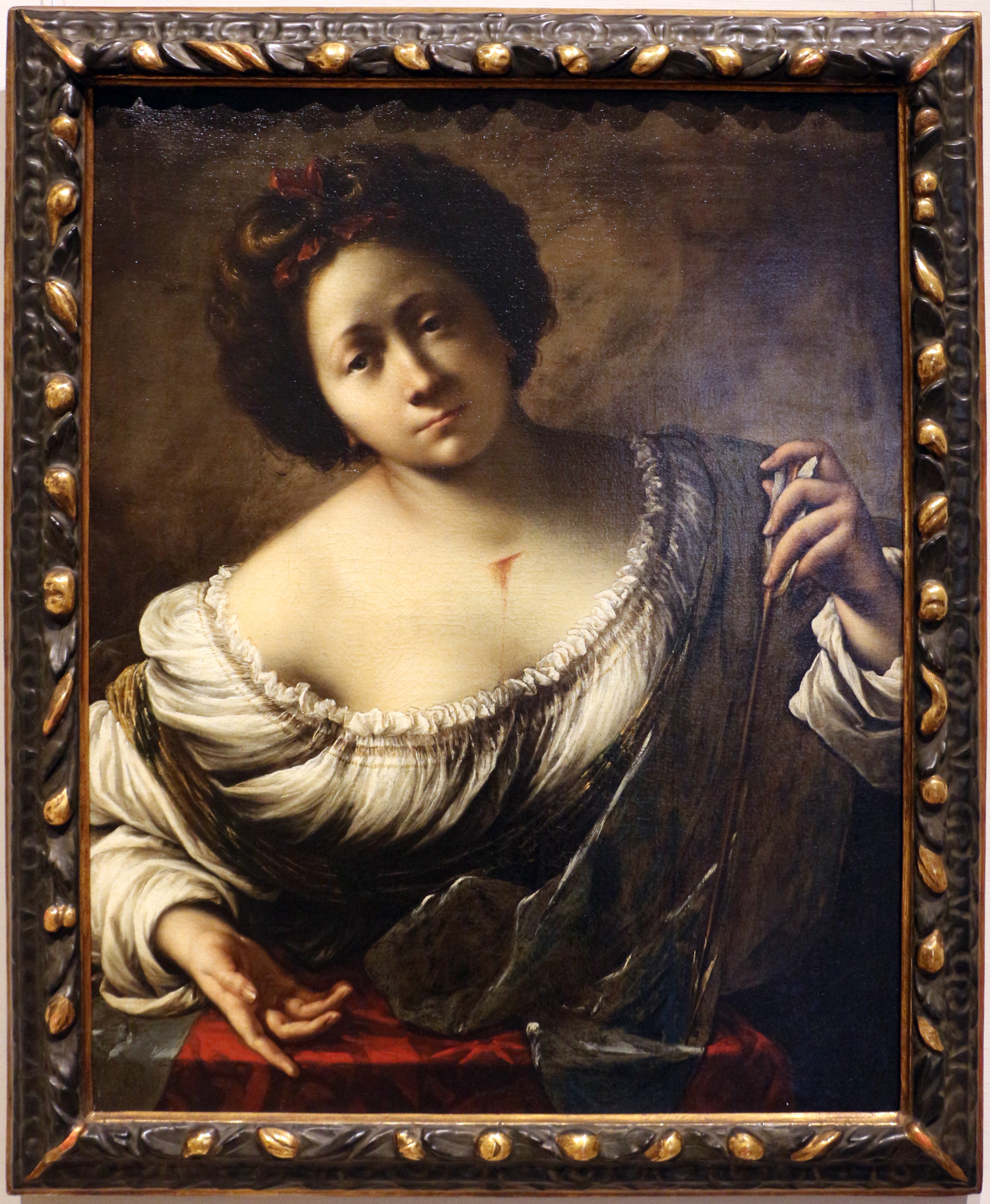
Hl. Christina, nach 1638, Pinacoteca del Castello Sforzesco, Mailand
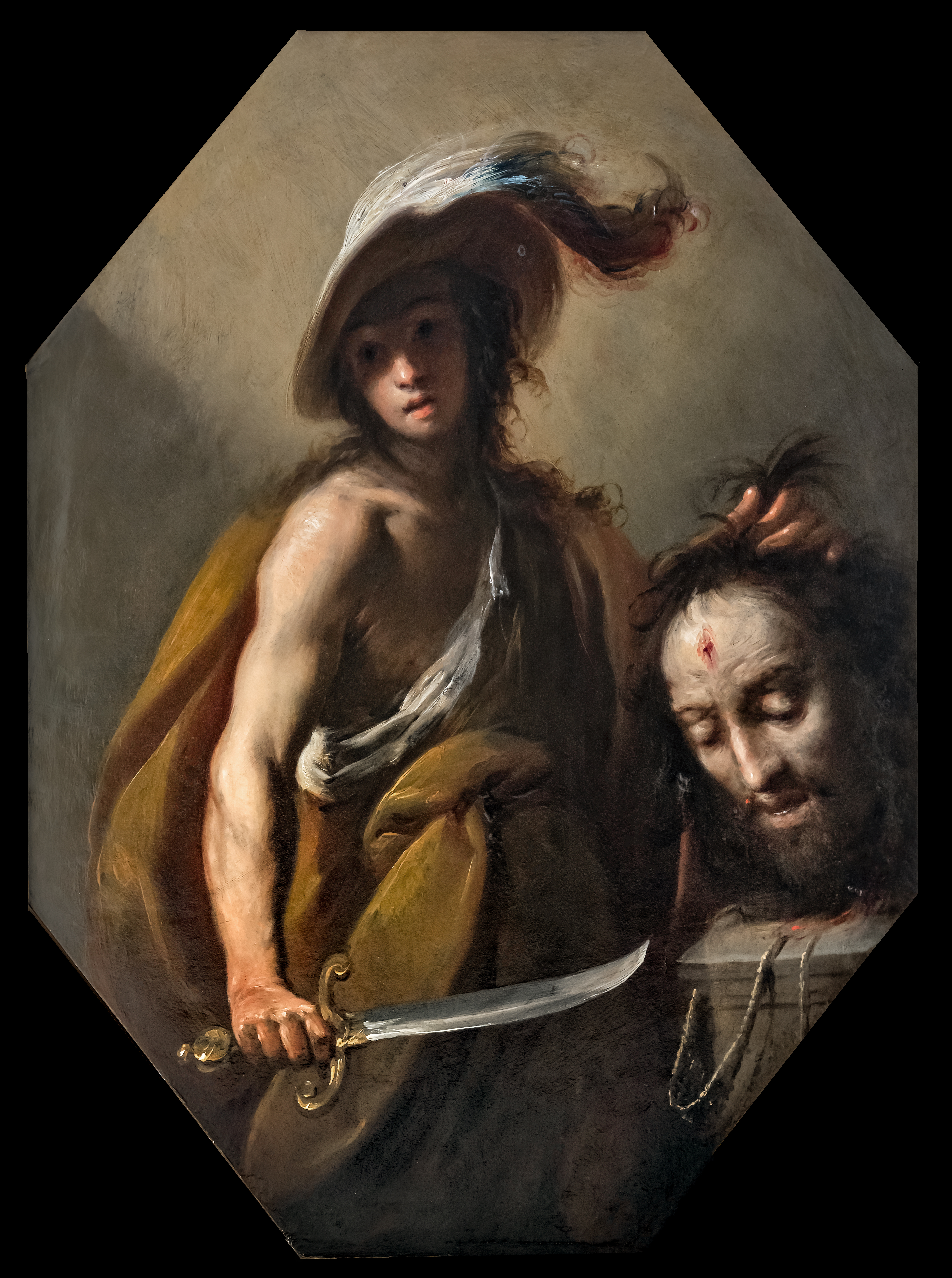
David mit dem Haupt des Goliath, Fondation Bemberg, Toulouse (Collection Motais de Narbonne)
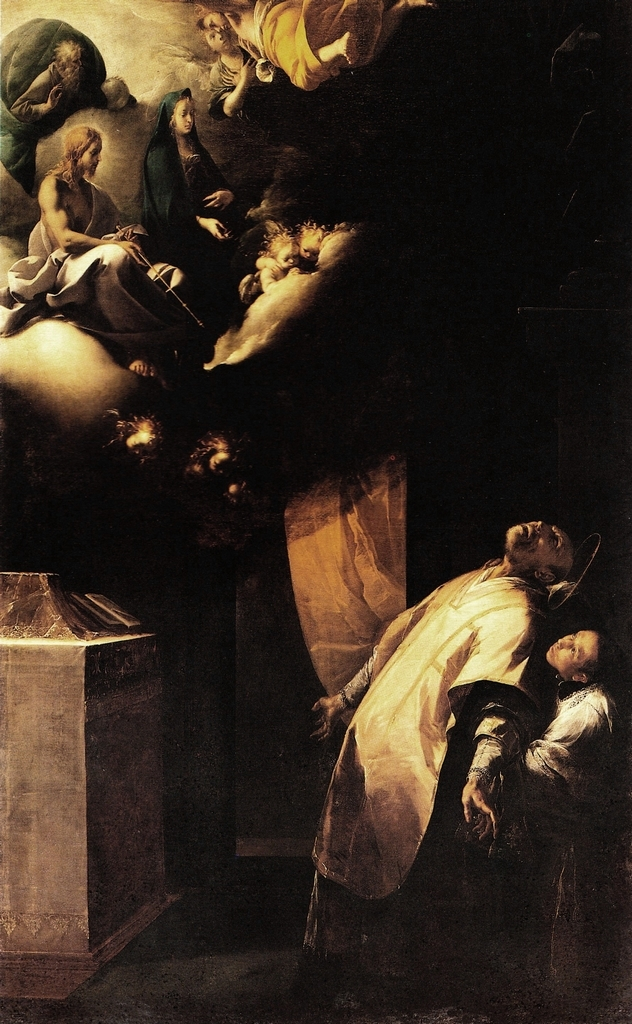
Vision des seligen Avellino, Sant’Antonio Abate, Mailand
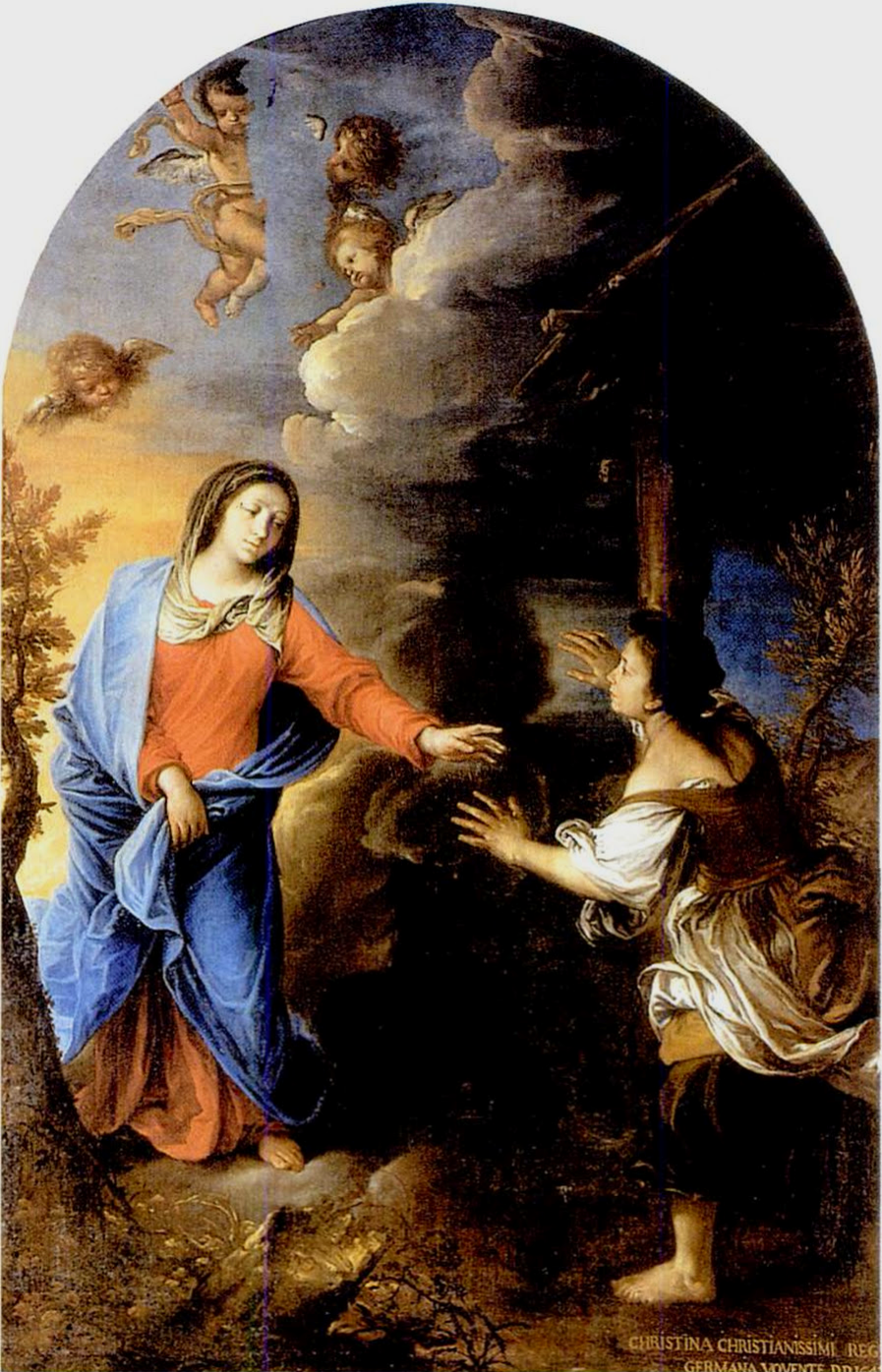
Die Madonna erscheint vor Petrina Tesio, 1647, Santuario Madonna dell’Apparizione, Savigliano (Cuneo)
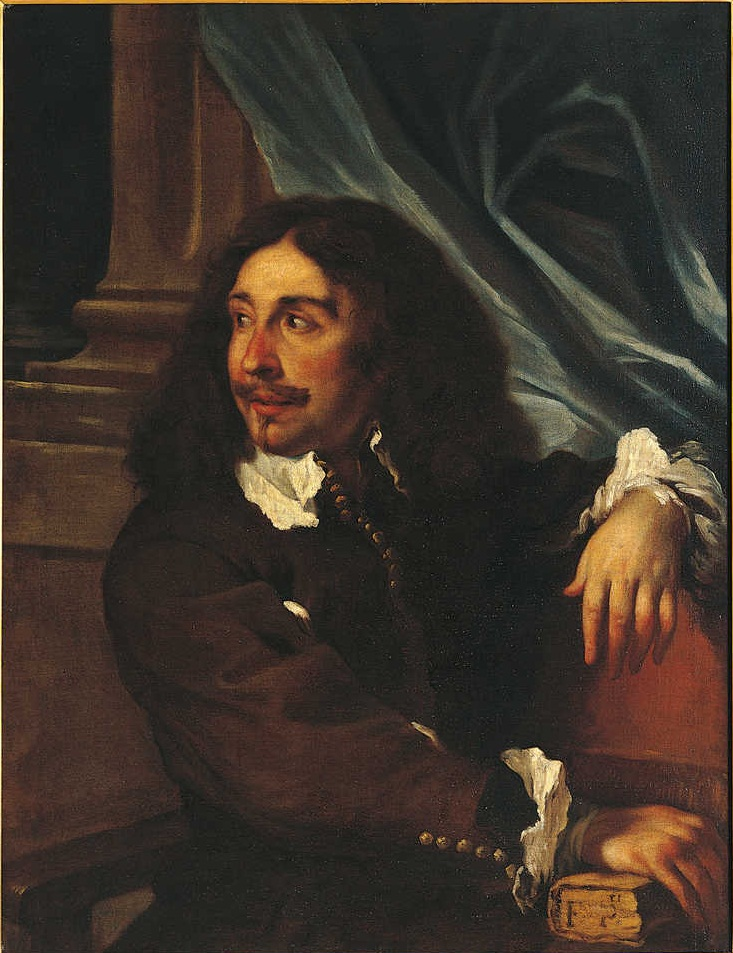
Porträt des Luigi Scaramuccia, um 1660, Pinacoteca di Brera, Mailand
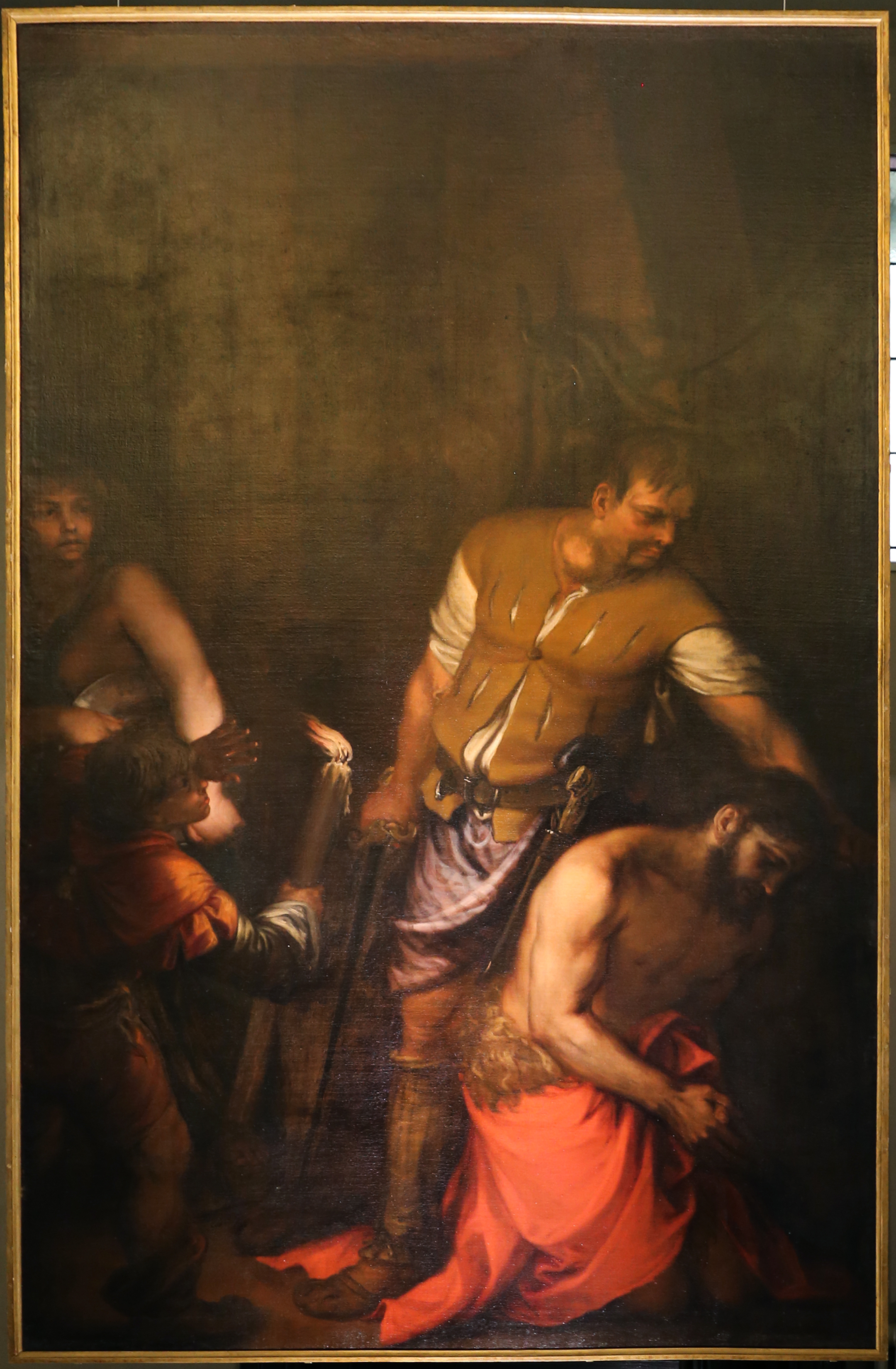
Enthauptung des Täufers, 1662–64, San Fedele, Mailand

## Werke (Auswahl)
- Selbstbildnis, 1630, Uffizien, Florenz
- Selbstbildnis, Pinacoteca di Brera, Mailand
- Christus in Gethsemane, 1633–35, Pinacoteca del Castello Sforzesco, Mailand (andere Version in der Galleria Sabauda, Turin)
- Traum des hl. Joseph, Gemäldegalerie, Berlin
- Salome (Herodiade) mit dem Haupt Johannes d. Täufers, 1634–35, Museo Civico, Vicenza
- Salome (Herodiade) mit dem Haupt Johannes d. Täufers, Museum of Fine Arts, Boston
- Salome (Herodiade) mit dem Haupt Johannes d. Täufers, Galleria Sabauda, Turin (früher Morazzone zugeschrieben)
- Lucretia, Galleria Sabauda, Turin
- Martyrium der hl. Agnes, Galleria Sabauda, Turin
- Tod der Cleopatra, Pinacoteca Ambrosiana, Mailand
- Tod der Cleopatra, Galerie Harrach, Wien
- Hl. Katharina, um 1644, Musée, Périgueux
- Hl. Teresa, um 1644, Pinacoteca di Brera, Mailand
- Kommunion einer Heiligen, Sammlung Hamilton, New York (Variante in der Eremitage, Leningrad)
- Maria Magdalena, Musei civici di Pavia, Pavia (andere Version in der Sammlung Testori, Novate).
- Hl. Christina, nach 1638, Pinacoteca del Castello Sforzesco, Mailand
- Lucretia, Pinacoteca di Brera, Mailand (früher im Palazzo Litta)
- Lucretia, Museo del Prado, Madrid
- David mit dem Haupt des Goliath, Fondation Bemberg, Toulouse (Collection Motais de Narbonne)
- Auffindung des Moses, Pinacoteca Sabauda, Turin
- Bildnis des Don Silverio de Matanza, Ospedale Maggiore, Mailand
- Porträt des Fulvio Testi, Pinacoteca di Brera, Mailand (andere Version in der Galleria Nazionale, Rom)
- Anbetung der Könige und Bethlehemitischer Kindermord, Dom von Varese
- Madonna mit Kind, Erzbischöflicher Palast, Mailand
- Venus, Apollo und Amor, Galerie Alte Meister, Dresden (früher Giulio Cesare Procaccini zugeschrieben)
- Vision des seligen Avellino, Sant’Antonio Abate, Mailand
- Christus, angebetet von den Hl. Christina und Valentinus, 1645, Kirche San Salvario, Turin
- Die Madonna erscheint vor Petrina Tesio, 1647, Santuario Madonna dell’Apparizione, Savigliano (Cuneo)
- Hl. Teresa, vor 1654, Santa Maria degli Scalzi, Venedig
- Porträt des Luigi Scaramuccia, um 1660, Pinacoteca di Brera, Mailand
- Martyrium des hl. Stefan, 1660, Santo Stefano, Casale Monferrato
- Madonna mit Kind und zwei Heiligen, ca. 1660, Certosa di Pavia
- Predigt des hl. Franz Xaver vor den Indern, San Bartolomeo, Modena
- Enthauptung des Täufers, 1662–64, San Fedele, Mailand

## Ehrungen
- Ritter des Ordens der hl. Mauritius und Lazarus